# 에리히 감마
에리히 감마(Erich Gamma)는 스위스의 컴퓨터 과학자이자 소프트웨어 공학 교과서인 디자인 패턴(Design Patterns: Elements of Reusable Object-Oriented Software)의 네 명의 공동 저자("갱 오브 포"로 불림) 중 한 명이다.
감마는 켄트 벡과 함께 JUnit 소프트웨어 테스트 프레임워크를 공동으로 작성하여 테스트 주도 개발을 창출하는 데 기여했으며, 전체 소프트웨어 산업에 영향을 미쳤다. 이클립스 플랫폼의 자바 개발 도구(JDT)의 개발팀 리더였으며 IBM 래셔널 재즈 프로젝트에서 일했다.
2011년 그는 마이크로소프트 비주얼 스튜디오 팀에 합류하여 스위스 취리히에 있는 개발 연구소를 이끌고 있다. 이 연구소는 애저 데브옵스 서비스(Azure DevOps Services, 구 Visual Studio Team Services 및 Visual Studio Online), 비주얼 스튜디오 코드, Azure Mobile Services, Azure Web Sites, Office 365 개발 도구와 같은 제품에서 볼 수 있는 브라우저 기반 개발용 "모나코" 구성 요소 제품군을 개발했다.